# Anne Neville (morte en 1480)
Pour les articles homonymes, voir Anne Neville (homonymie).
Titres
Duchesse de Buckingham
14 septembre 1444 – 10 juillet 1460
(15 ans, 9 mois et 26 jours)
Comtesse de Stafford
18 octobre 1424 – 10 juillet 1460
(35 ans, 8 mois et 22 jours)
Baronne Mountjoy
25 novembre 1467 – 1er août 1474
(6 ans, 8 mois et 7 jours)
Anne Neville (vers 1408 – 20 septembre 1480) est une femme de la noblesse anglaise et un membre de la famille Neville.

## Biographie
Née au plus tard en 1411, mais plus probablement aux alentours de 1408, Anne Neville est vraisemblablement le neuvième enfant et la troisième fille de Ralph Neville, 1er comte de Westmorland, et de sa seconde épouse Jeanne Beaufort. Avant le 18 octobre 1424, elle épouse Humphrey Stafford, 6e comte de Stafford, et lui donne onze enfants. Elle devient duchesse de Buckingham en 1444 lorsque son époux est élevé au rang de duc par le roi Henri VI, ce qui fait alors de lui l'un des pairs les plus riches et les plus influents d'Angleterre.
En dépit de son mariage, Humphrey Stafford demeure loyal à la couronne et combat pour la maison de Lancastre pendant la guerre des Deux-Roses, tandis que la famille de son épouse se range du côté de la maison d'York. Ainsi, il reçoit la garde de sa belle-sœur Cécile Neville après la défaite yorkiste de Ludford Bridge en 1459 et semble l'avoir traitée avec dureté pendant son séjour. Finalement, Humphrey est vaincu et tué le 10 juillet 1460 par le neveu de son épouse, Richard Neville, 16e comte de Warwick, lors de la bataille de Northampton.
Anne Neville gère son douaire efficacement, le faisant évoluer de 884 livres en 1460 à 1 245 livres en 1473. Elle se remarie avant le 25 novembre 1467 avec Walter Blount, 1er baron Mountjoy. Le testament qu'il rédige avant sa mort en 1474 suggère la conclusion d'un contrat de mariage car il laisse à son épouse « tous les biens qui lui appartenaient la veille de notre mariage ou qu'elle a apportés depuis ou qui lui ont été donnés par une personne quelconque ». Anne Neville meurt le 20 septembre 1480 et est inhumée à Pleshey, dans l'Essex.

## Goût pour la littérature
Comme bon nombre de femmes de la noblesse au XVe siècle, Anne Neville reçoit une éducation soignée et s'adonne à la collection d'ouvrages. Elle possède ainsi Les Heures de Wingfield, un psautier comprenant une prière identifiant Anne comme la propriétaire du livre. Par ailleurs, son testament mentionne de nombreux livres en français ou en anglais. De son vivant, déjà, Anne échange plusieurs livres avec sa bru Marguerite Beaufort, alors veuve de son fils aîné Humphrey, notamment lorsque celle-ci s'établit dans le Surrey au cours des années 1460.

## Descendance
De son premier mariage avec Humphrey Stafford, 1er duc de Buckingham, Anne Neville a onze enfants :
- Humphrey Stafford (v. 1425 – v. 1458), épouse Marguerite Beaufort ;
- Henry Stafford (v. 1425 – 4 octobre 1471), épouse Marguerite Beaufort ;
- John Stafford (24 novembre 1427 – 8 mai 1473), 1er comte de Wiltshire, épouse Constance Green ;
- Edward Stafford, mort en bas âge ;
- George Stafford, mort en bas âge ;
- William Stafford, mort en bas âge ;
- Margaret Stafford (v. 1435 – ?), épouse Robert Dinham ;
- Katherine Stafford (v. 1437 – 26 décembre 1476), épouse John Talbot, 3e comte de Shrewsbury ;
- Joan Stafford (v. 1442 – 1484), épouse William Beaumont, 2e vicomte Beaumont (en), puis William Knyvett ;
- Anne Stafford (v. 1446 – 14 avril 1472), épouse Aubrey de Vere, puis Thomas Cobham, 5e baron Cobham ;
- Elizabeth Stafford.